# Welkom
Welkom é uma cidade situada na província do Estado Livre, na África do Sul.